# Tantum

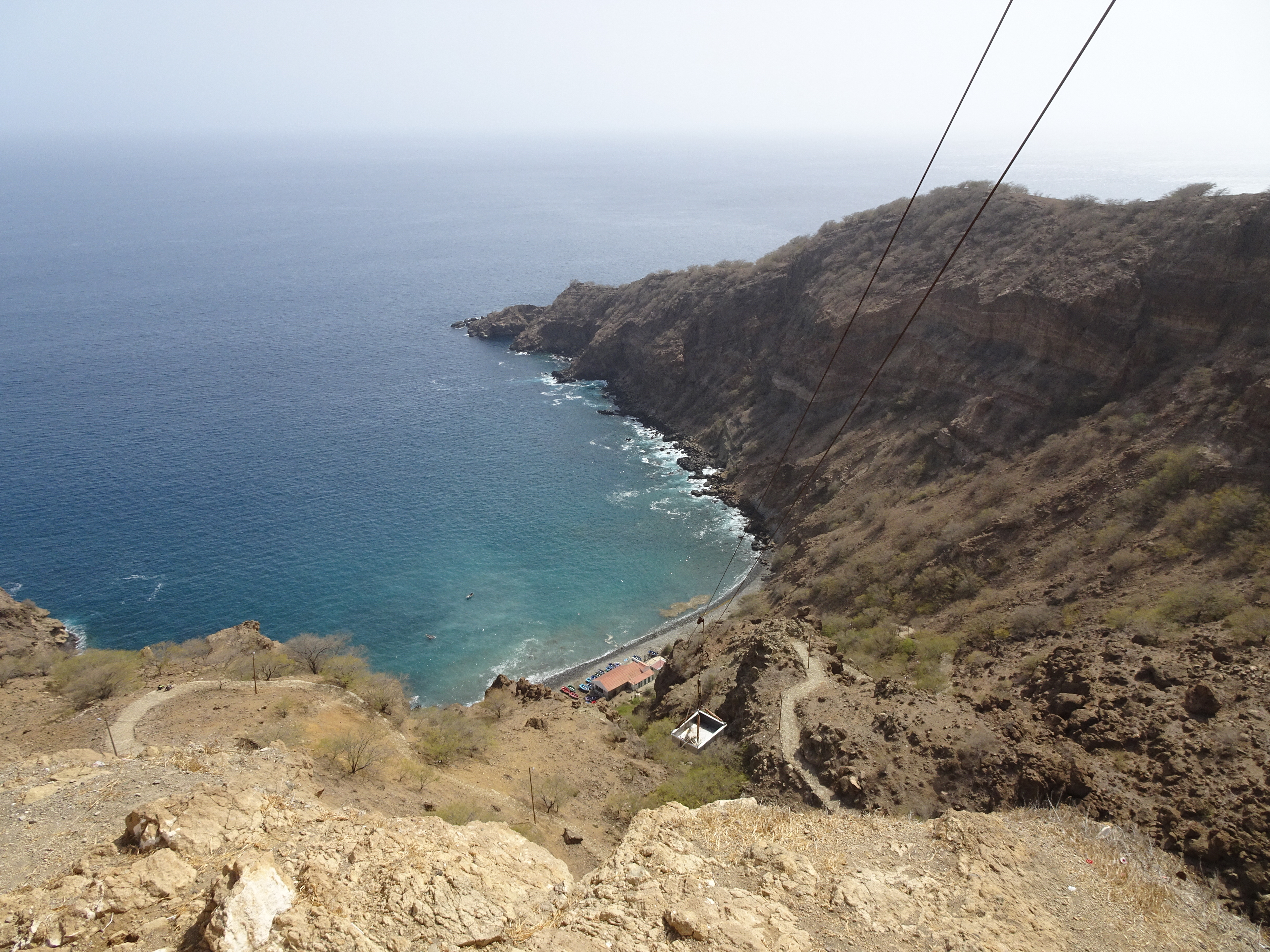
Teleférico Lomba-Tantum e porto de Ferreiros em Cabo Verde. O teleférico transporta peixe fresco do porto de Ferreiros para Lomba-Tantum e abastece os barcos no sentido contrário

Tantum (Crioulo cabo-verdiano, ALUPEC: Tantun) é uma vila na nordeste da ilha Brava, Cabo Verde.

## Vilas próximos ou limítrofes
- Campo Baixo, nordeste